# タルクィニウスとルクレティア

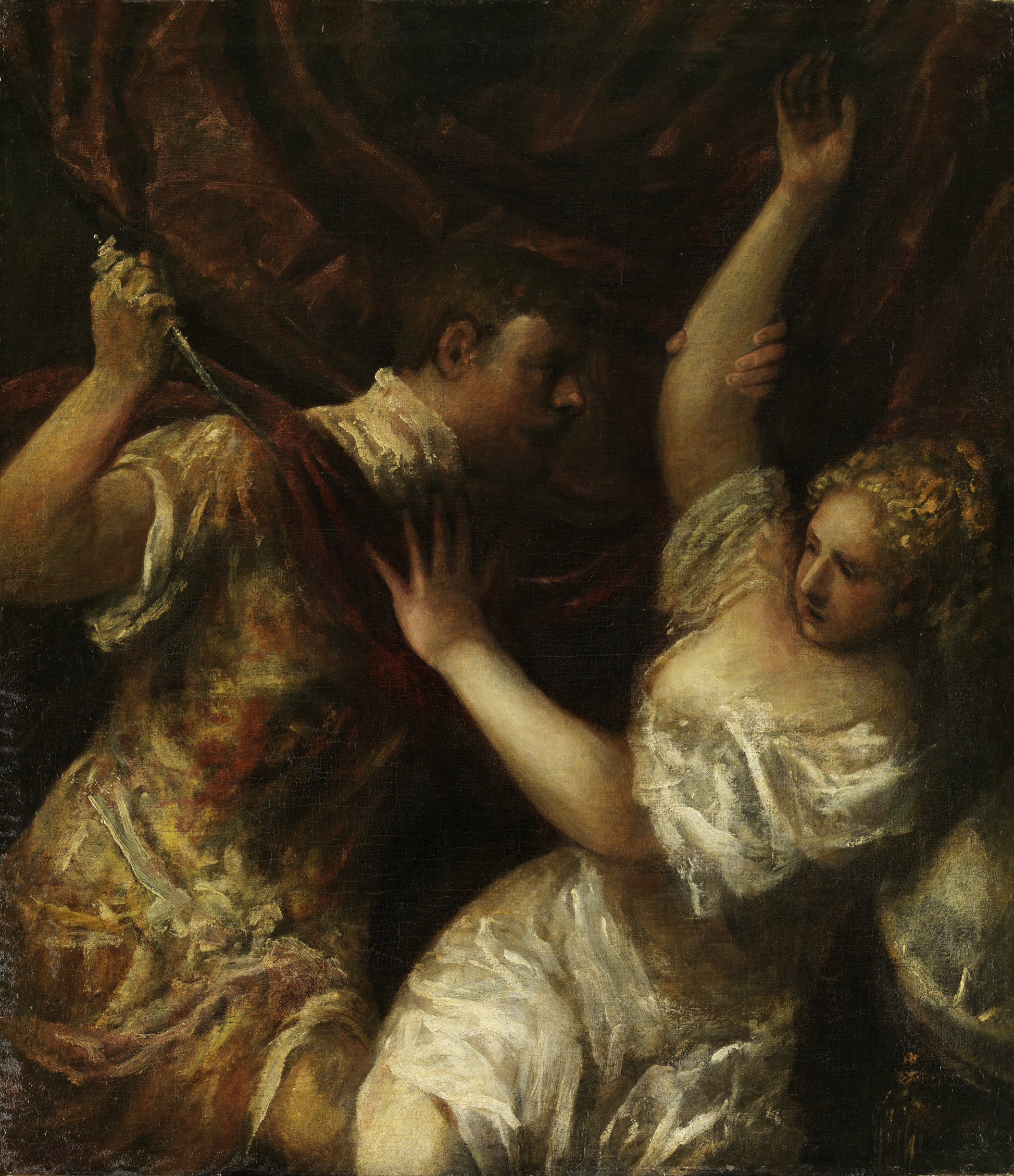
おそらくティツィアーノ自身によるラフな、あるいは未完成のヴァリアント。1570年頃。ウィーン美術アカデミー所蔵。

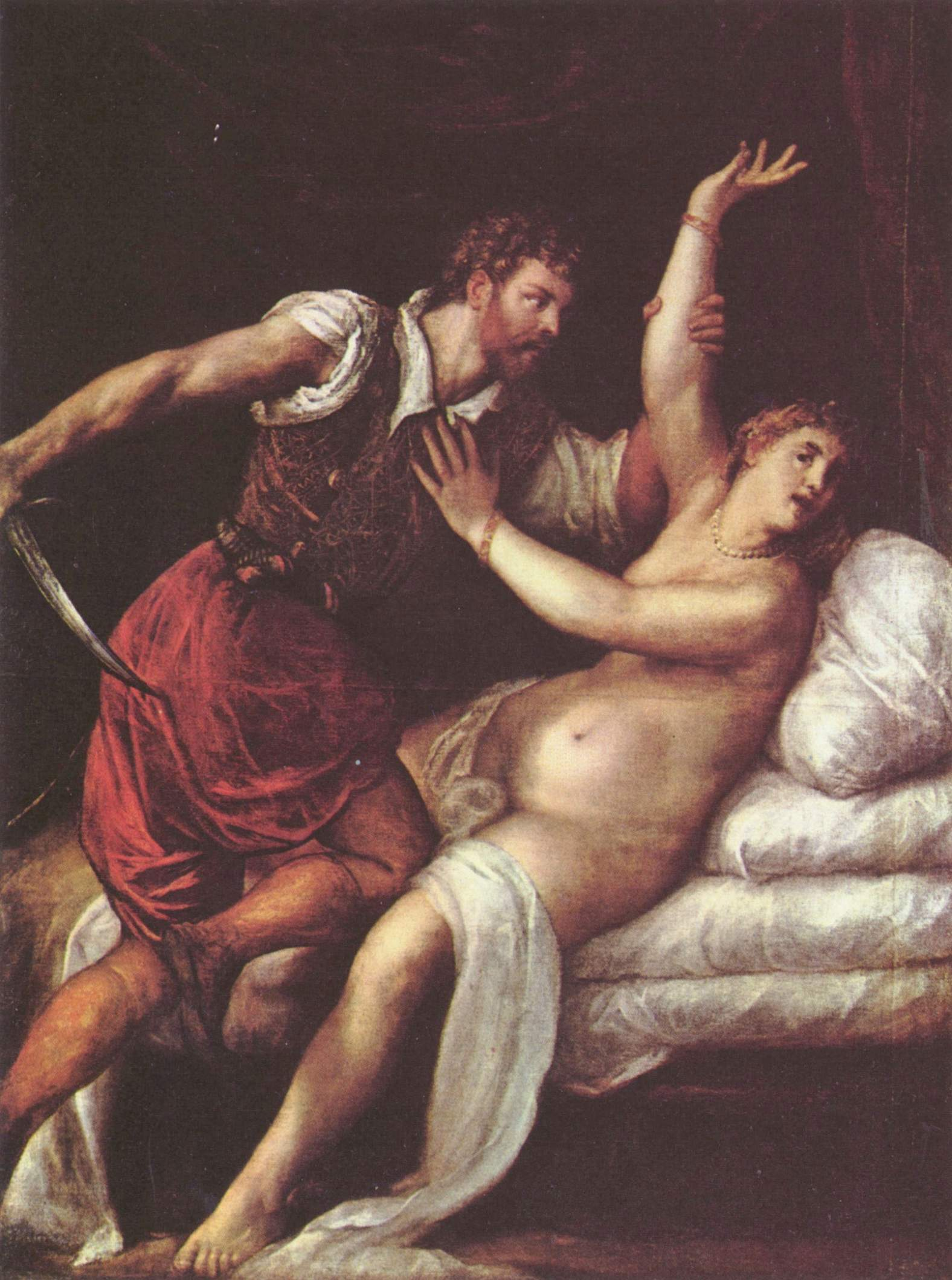
人物像のポーズのバリエーションを示す、ティツィアーノの工房作あるいは複製。1570年頃。ボルドー美術館所蔵。

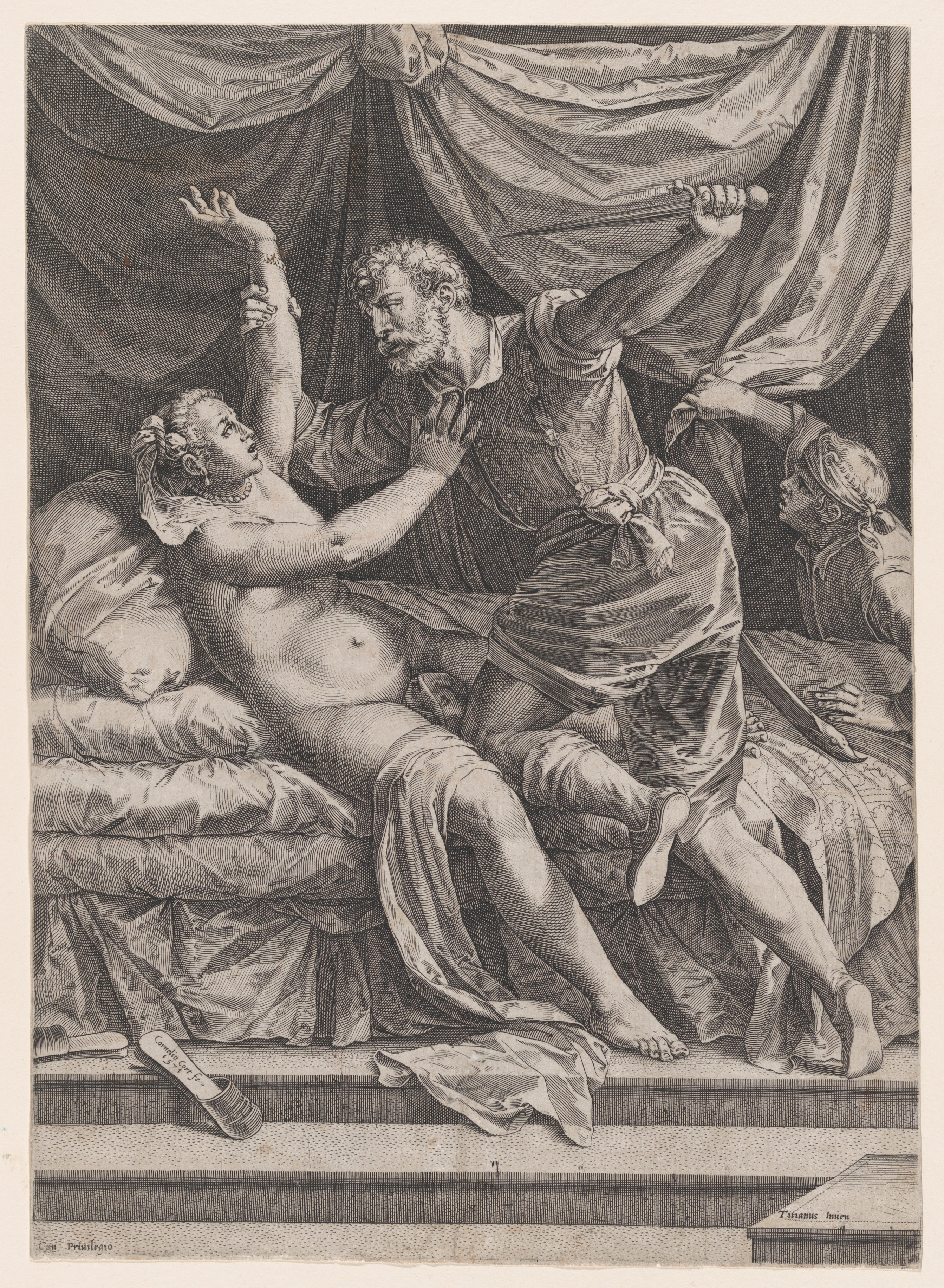
コルネリス・コルトの1571年のエングレーヴィング。

『タルクィニウスとルクレティア』（伊: Tarquinio e Lucrezia, 英: Tarquin and Lucretia）は、イタリアのルネサンス期のヴェネツィア派の巨匠ティツィアーノ・ヴェチェッリオが1571年に制作した絵画である。油彩。主題は古代ローマの伝説的な女性ルクレティアから取られている。スペイン国王フェリペ2世の発注によって制作された。ティツィアーノの最晩年の最も重要な作品の1つで、ティツィアーノの署名があるため、晩年の一連の作品群とは異なり、画家自身の手で完成まで仕上げられた作品と考えられている。現在はケンブリッジ大学付属のフィッツウィリアム美術館に所蔵されている。
セクストゥス・タルクィニウスによるルクレティアの強姦とそれに続くルクレティアの自殺という初期ローマの伝説的物語は、ルネサンス芸術において人気のある主題であった。タルクィニウスは、自分の誘いを拒否したなら殺すと脅したのちにルクレティアを強姦した。ティツィアーノが描いているのはその瞬間である。翌日、ルクレティアはタルクィニウスの罪を夫に暴露して自殺し、ローマ人に反乱を起こさせ、タルクィニウスの父でありローマの最後の王であるタルクィニウス・スペルブスを打倒し、共和政ローマの樹立を促した。これは伝統的に紀元前509年に起きた出来事と考えれている。主題の持つ暴力性は晩年のティツィアーノの特徴であり、ほとんどの主題が古代神話や宗教に由来しているが、本作品の構図の率直さはそれらの中でも際立っている。
人物像のポーズの改善点は同時代の絵画の他のバージョンにも反映されている。ティツィアーノはしばしば制作に何年も費やしては、それらを長期間脇に置き、後で制作を再開させた。本作品も完成作と見なされているが、制作自体は数年にわたって進められた。そのため本作品はティツィアーノによって完成し、最も新しく文書化された絵画の1つとして、他のティツィアーノ後期の絵画が完成したのかどうかという、よく議論されている問題の証拠となっている。

## 主題
妻たちの品定めはルクレティアの側に軍配があがった。帰宅した夫とタルクィニウス家の者たちを彼女は快く迎え、勝ちを得たコラティヌスは王家の若者たちを手厚くもてなした。そのときセクストゥス・タルクィニウスの心には、力づくでルクレティアを犯したいという欲望がめばえた。美しさだけでなく、折り紙付きの貞節に心そそられたのである。—リウィウス、『ローマ建国史』1.57.10（岩谷智訳）
一般的な芸術作品はルクレティアが強姦される瞬間、あるいは自殺の瞬間のルクレティア一人を描いている。これに対して、ティツィアーノが3年前の1568年の手紙の中で「おそらく、私が長年にわたって生み出してきたどの作品よりも大きな労苦と創意を伴う発明」であると述べているこのほぼ等身大の後期バージョンでは、構図のドラマ性が短剣の先端およびタルクィニウスとルクレティアの目に純粋な白色の小さなタッチを入れることで高められている。
ティトゥス・リウィウスの『ローマ建国史』では、タルクィニウスはルクレティアに従わなければ彼女と奴隷を殺し、姦通の最中であった彼らを捕まえたと主張してやると脅した。しかし暴力的な攻撃の描写はむしろオウィディウスの『祭暦』に近く、彼の神話画の主題がそうであったように、晩年のティツィアーノの唯一の歴史画である本作品もオウィディウスに取材している。ルクレティアは宝飾品を身に着けたまま寝そべっており、タルクィニウスは当時の最新かつ豪華な服装をまとっている。ティツィアーノはサインを画面右下の上履きの上に書き入れている。絵画はすべての面が切断されているが、切断された時期や、どの程度切断されたかは不明である。
主題は「ダニエル書」のスザンナ、カルタゴの女王ディード、ウェルギニアのような、非力であるか、自殺することでしか苦難から逃れることができなかった、古代の伝説あるいは聖書に由来する女性を示すグループの1つであった。これらは女性の男性に対する暴力、または男性支配を示す、「女の力」として知られる一連の主題の対比あるいはサブグループを形成した。これらはしばしば同じ画家によって繰り返し描かれ、北方ルネサンス美術で特に人気があった。エステルの物語はこの両極間のどこかに置かれた。

## 影響と複製
ティツィアーノの新しい構図は北方の版画の影響を示すことができ、「明らかにいくつかの認可された見本に由来する」1571年のコルネリス・コルトのエングレーヴィングによってすぐに普及した。これは印刷物の常としてティツィアーノの構図を逆転させたが、おそらく海賊版と思われるローマで出版された別の版画が元の版画をコピーしたため、再び構図を逆転させてオリジナルの図像を復元した。個々の人物像の正確なポーズにも先例があり、ルクレティアはおそらく『ファルネーゼの雄牛』として知られる有名な古代ローマの彫刻の女性像ディルケから描いている。
短剣を持った手がはるかに低く、下ではなく上に突き刺すと脅している以前の構図を反映している絵画のX線写真と、現在ボルドー美術館に所蔵されている工房作が示しているように、ティツィアーノが作業するに従って構図が徐々に発展した。ここでもルクレティアの頭部はタルクィニウスから顔を背けている。本作品のX線写真はタルクィニウスの腕を低い位置で描こうと試みたことを示している。手を上げた未完成のバージョンまたは習作が現存しているが他の多くの違いが認められ、現在はウィーン美術アカデミーに所蔵されている。この作品をティツィアーノ作と信じている研究者もいるが、他の研究者は「形態と解剖学の不確実性により、助手または模倣者の作品である可能性が高い」と考えている。

## 来歴
ティツィアーノの晩年の多くの絵画と同様に、本作品はスペイン国王フェリペ2世による発注で制作され、1571年8月までにヴェネツィアに滞在していたスペイン大使を介してコレクションに加える準備をしていた。ティツィアーノが手紙に記したタイトルは『タルクィニウスに犯されたローマのルクレティア』（Lucretia romana violata da Tarquino）である。1813年にナポレオンがスペインの王位を失った後、ナポレオンの兄ジョセフ・ボナパルトによってフランスに持ち込まれるまで、スペイン王室のコレクションに残っていた。おそらく1817年から1832年までジョセフ・ボナパルトとともにアメリカ合衆国に渡った。1832年にはジョセフ・ボナパルトはロンドンに移ったが、しばしばアメリカに戻った。1844年にジョセフ・ボナパルトが死去すると、『タルクィニウスとルクレティア』は翌1845年にロンドンで売却され、数人の所有者の手に渡った後、1918年に美術コレクターでもあった画家チャールズ・フェアファックス・マレーによってフィッツウィリアム美術館に寄贈された。『タルクィニウスとルクレティア』は絵画の持つ衝撃的な力強さのためか、しばしば美術市場に登場し、計6回売却された。最終的な所有者となったマレーは1886年に購入したが、1911年までに売却し、その後再び購入した。

## 他のバージョン
ティツィアーノあるいは（現在は制作者としてより可能性が高いと考えられている）弟フランチェスコ・ヴェチェッリオは、本作品の約50年前に自殺するルクレティアを「風景の中の優雅なダンスの動き」のように描いた（現在ロイヤル・コレクション）。ティツィアーノあるいはおそらくパルマ・イル・ヴェッキオもまた短剣を持ったルクレティアの典型的な肖像画を描いたが、彼女のすぐ背後の深い影の中に、タルクィニウスかあるいは彼女の夫のいずれかを指す男性像を追加している。これは1514年から1515年に制作されたもので、現在はウィーンの美術史美術館に所蔵されており、初期の複製がやはりロイヤル・コレクションに所蔵されている。

## ギャラリー

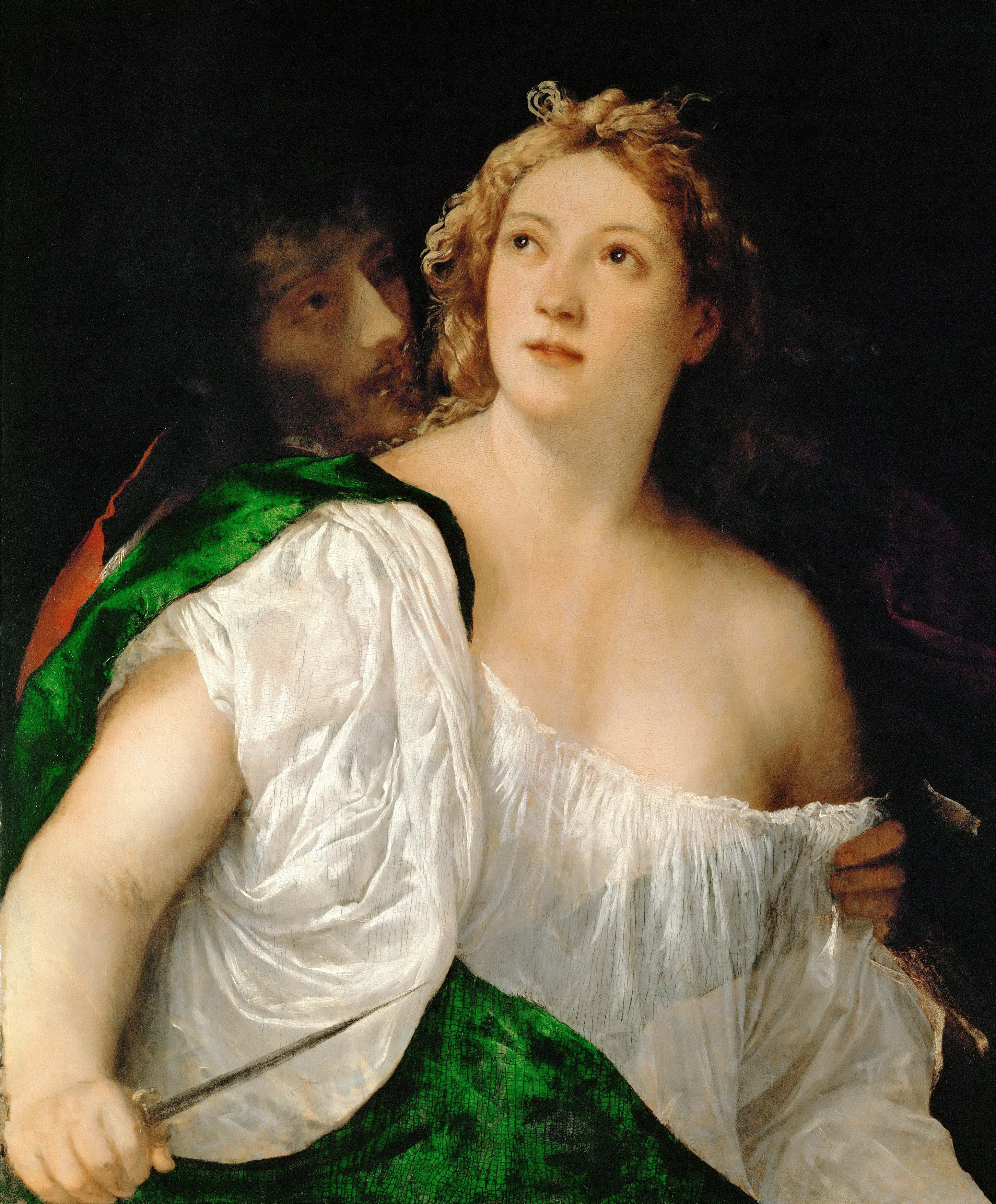
『ルクレティアと夫』1515年頃 美術史美術館所蔵
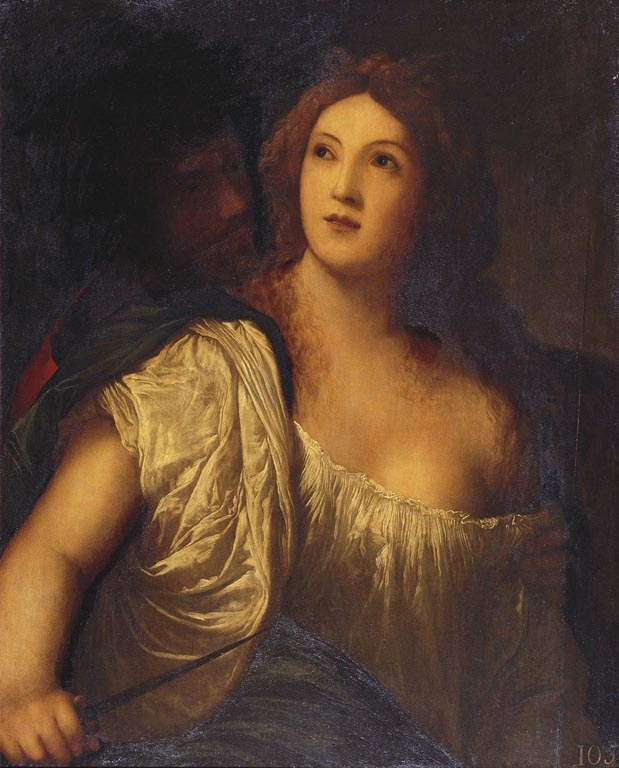
『タルクィニウスとルクレティア』1514年から1515年頃の間 ロイヤル・コレクション所蔵
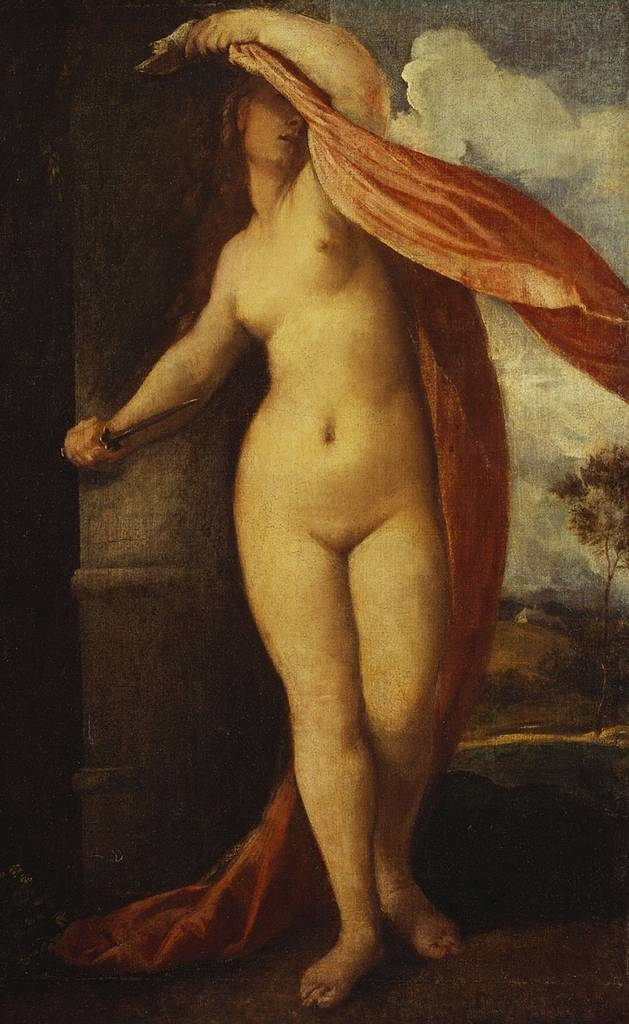
フランチェスコ・ヴェチェッリオ帰属『ルクレティア』1530年頃 ロイヤル・コレクション所蔵
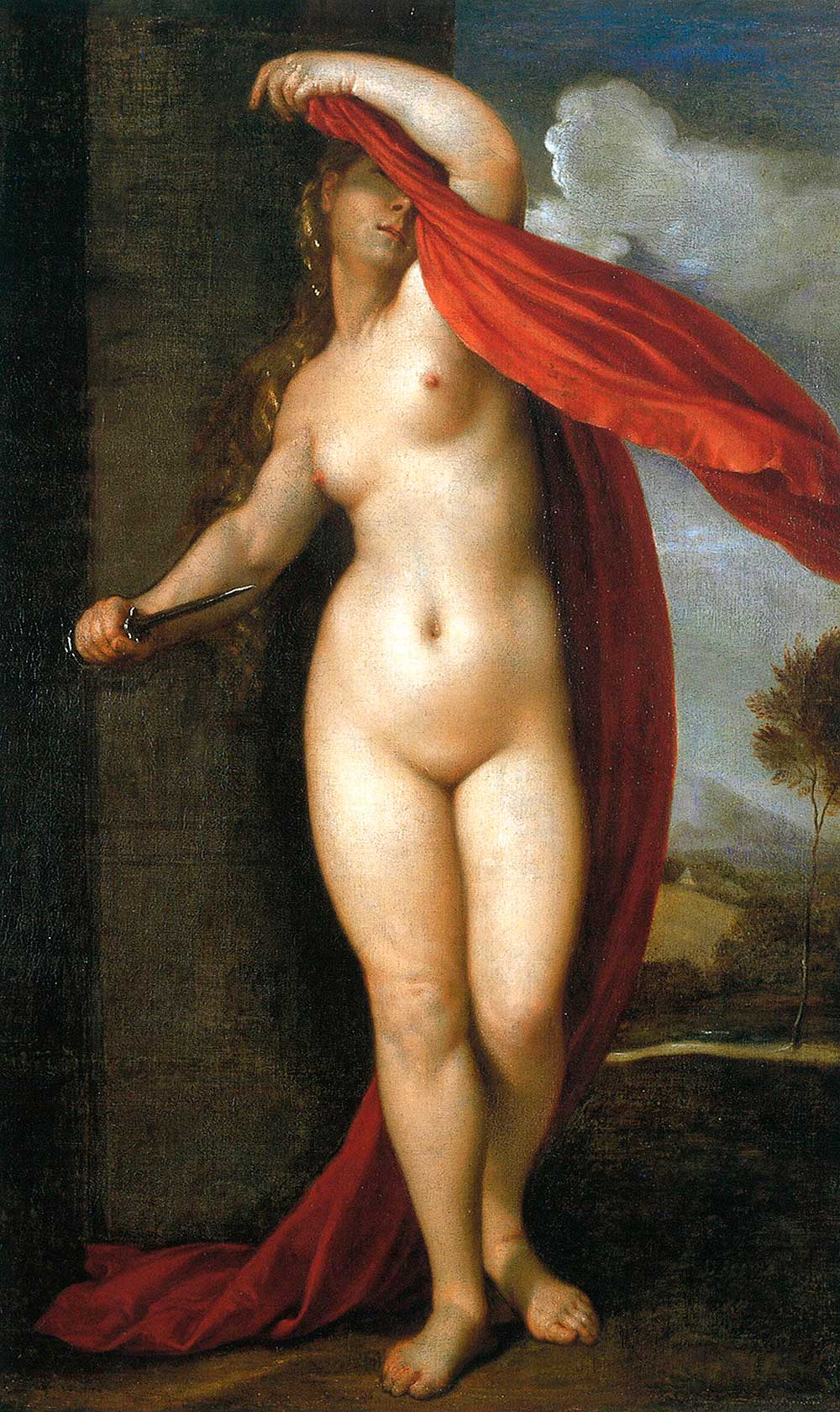
『ルクレティアの死』16世紀 ヨハネ・パウロ2世コレクション美術館（英語版）所蔵